# Lijst van nummer 1-hits in Duitsland in 2021
Deze hits stonden in 2021 op nummer 1 in de Musikmarkt Top 100, de bekendste hitlijst in Duitsland.
| Datum        | Artiest                              | Titel                            |
| ------------ | ------------------------------------ | -------------------------------- |
| 1 januari    | Mariah Carey                         | All I want for Christmas is you  |
| 8 januari    | Apache 207                           | Angst                            |
| 15 januari   | Katja Krasavice & Elif               | Highway                          |
| 22 januari   | Kasimir1441 & Badmómzjay             | Ohne dich                        |
| 29 januari   | Kasimir1441 & Badmómzjay             | Ohne dich                        |
| 5 februari   | Kasimir1441 & Badmómzjay             | Ohne dich                        |
| 12 februari  | Kasimir1441 & Badmómzjay             | Ohne dich                        |
| 19 februari  | Nathan Evans                         | Wellerman                        |
| 26 februari  | Bausa & Apache 207                   | Madonna                          |
| 5 maart      | Nathan Evans                         | Wellerman                        |
| 12 maart     | Nathan Evans                         | Wellerman                        |
| 19 maart     | Nathan Evans                         | Wellerman                        |
| 26 maart     | Nathan Evans                         | Wellerman                        |
| 2 april      | Nathan Evans                         | Wellerman                        |
| 9 april      | Nathan Evans                         | Wellerman                        |
| 16 april     | Nathan Evans                         | Wellerman                        |
| 23 april     | Nathan Evans                         | Wellerman                        |
| 30 april     | Saweetie, Doja Cat & Katja Krasavice | Best friend (Remix)              |
| 7 mei        | Nathan Evans                         | Wellerman                        |
| 14 mei       | Bonez MC & Frauenarzt                | Extasy                           |
| 21 mei       | Shirin David                         | Ich darf das                     |
| 28 mei       | Shirin David                         | Ich darf das                     |
| 4 juni       | Loredana & Mozzik                    | Rosenkrieg                       |
| 11 juni      | Olivia Rodrigo                       | Good 4 U                         |
| 18 juni      | Olivia Rodrigo                       | Good 4 U                         |
| 25 juni      | Måneskin                             | Beggin'                          |
| 2 juli       | Pashanim                             | Sommergewitter                   |
| 9 juli       | Shirin David                         | Lieben wir                       |
| 16 juli      | Ed Sheeran                           | Bad habits                       |
| 23 juli      | Ed Sheeran                           | Bad habits                       |
| 30 juli      | RAF Camora & Bonez MC                | Blaues Licht                     |
| 6 augustus   | Ed Sheeran                           | Bad habits                       |
| 13 augustus  | Ed Sheeran                           | Bad habits                       |
| 20 augustus  | Montez                               | Auf & ab                         |
| 27 augustus  | Metallica                            | Enter Sandman                    |
| 3 september  | The Kid Laroi & Justin Bieber        | Stay                             |
| 10 september | Shindy                               | Mandarinen                       |
| 17 september | RAF Camora & Luciano                 | 2CB                              |
| 24 september | Katja Krasavice                      | Pussy power                      |
| 1 oktober    | The Kid Laroi & Justin Bieber        | Stay                             |
| 8 oktober    | Apache 207                           | Kapitel II Vodka                 |
| 15 oktober   | Ed Sheeran                           | Shivers                          |
| 22 oktober   | Adele                                | Easy on Me                       |
| 29 oktober   | Ed Sheeran                           | Shivers                          |
| 5 november   | Shirin David & Kitty Kat             | Be a hoe/Break a hoe             |
| 12 november  | Katja Krasavice & Leony              | Raindrops                        |
| 19 november  | Kummer & Fred Rabe                   | Der letzte Song (Alles wird gut) |
| 26 november  | Adele                                | Easy on Me                       |
| 3 december   | Mariah Carey                         | All I want for Christmas is you  |
| 10 december  | Mariah Carey                         | All I want for Christmas is you  |
| 17 december  | Mariah Carey                         | All I want for Christmas is you  |
| 24 december  | Wham!                                | Last Christmas                   |
| 31 december  | Wham!                                | Last Christmas                   |